# Gancourt-Saint-Étienne
Cet article possède un paronyme, voir Guincourt.
Gancourt-Saint-Étienne est une commune française située dans le département de la Seine-Maritime en région Normandie.

## Géographie

### Communes limitrophes
|                   | Doudeauville           | Villers-Vermont Oise |
| Dampierre-en-Bray | Gancourt-Saint-Étienne | Bazancourt Oise      |
|                   | Cuy-Saint-Fiacre       | Molagnies            |

### Hameaux, leix-dits et écarts
Hameaux, écarts, lieudits : Bouricourt, Bouvatier, Clos Pagnon, les Ecoulettes, les Fourches, Hyaumet, Saint-Etienne, le Val et la Ferme de Forméricourt qui a la particularité d'être située au-delà de la commune de Bazancourt qui se situe en région Picardie.

### Hydrographie
La commune est située dans le bassin Seine-Normandie. Elle est drainée par l'Epte, le ruisseau de Mesangueville, le fossé 02 de la commune de Gancourt-Saint-Etienne et le fossé 03 de la commune de Gancourt-Saint-Etienne,,.
L'Epte, d'une longueur de 113 km, prend sa source dans la commune de Compainville et se jette  dans la Seine à Notre-Dame-de-la-Mer, après avoir traversé 44 communes. 
Le ruisseau de Mésangueville, d'une longueur de 15 km, prend sa source dans la commune de La Ferté-Saint-Samson et se jette  dans l'Epte à Dampierre-en-Bray. 

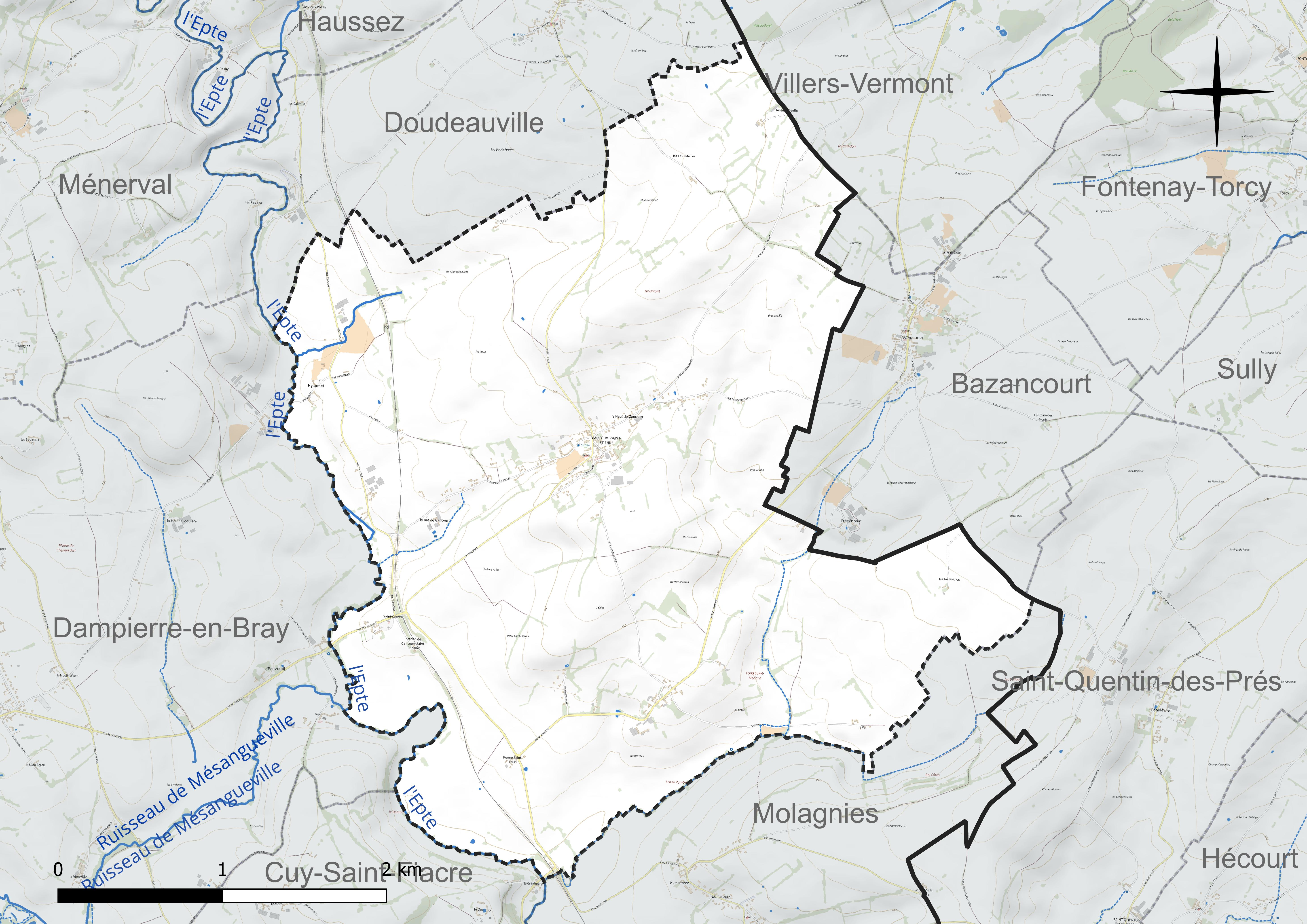
Réseau hydrographique de Gancourt-Saint-Étienne.

### Climat
Pour des articles plus généraux, voir Climat de la Normandie et Climat de la Seine-Maritime.
En 2010, le climat de la commune est de type climat océanique altéré, selon une étude du CNRS s'appuyant sur une série de données couvrant la période 1971-2000. En 2020, Météo-France publie une typologie des climats de la France métropolitaine dans laquelle la commune est exposée à un climat océanique et est dans la région climatique Côtes de la Manche orientale, caractérisée par un faible ensoleillement (1 550 h/an) ; forte humidité de l’air (plus de 20 h/jour avec humidité relative > 80 % en hiver), vents forts fréquents. Parallèlement le GIEC normand, un groupe régional d’experts sur le climat, différencie quant à lui, dans une étude de 2020, trois grands types de climats pour la région Normandie, nuancés à une échelle plus fine par les facteurs géographiques locaux. La commune est, selon ce zonage, exposée à un « climat contrasté des collines », correspondant au Pays de Bray, bien arrosé et frais.
Pour la période 1971-2000, la température annuelle moyenne est de 9,9 °C, avec une amplitude thermique annuelle de 13,8 °C. Le cumul annuel moyen de précipitations est de 824 mm, avec 12,6 jours de précipitations en janvier et 8,7 jours en juillet. Pour la période 1991-2020, la température moyenne annuelle observée sur la station météorologique la plus proche, située sur la commune de Forges-les-Eaux à 14 km à vol d'oiseau, est de 10,7 °C et le cumul annuel moyen de précipitations est de 860,1 mm,. Pour l'avenir, les paramètres climatiques de la commune estimés pour 2050 selon différents scénarios d’émission de gaz à effet de serre sont consultables sur un site dédié publié par Météo-France en novembre 2022.

## Urbanisme

### Typologie
Au 1er janvier 2024, Gancourt-Saint-Étienne est catégorisée commune rurale à habitat très dispersé, selon la nouvelle grille communale de densité à sept niveaux définie par l'Insee en 2022.
Elle est située hors unité urbaine. Par ailleurs la commune fait partie de l'aire d'attraction de Gournay-en-Bray, dont elle est une commune de la couronne,. Cette aire, qui regroupe 21 communes, est catégorisée dans les aires de moins de 50 000 habitants,.

### Occupation des sols
L'occupation des sols de la commune, telle qu'elle ressort de la base de données européenne d’occupation biophysique des sols Corine Land Cover (CLC), est marquée par l'importance des territoires agricoles (96,8 % en 2018), une proportion sensiblement équivalente à celle de 1990 (97,1 %). La répartition détaillée en 2018 est la suivante : 
terres arables (56,2 %), prairies (40,7 %), zones urbanisées (3,2 %). L'évolution de l’occupation des sols de la commune et de ses infrastructures peut être observée sur les différentes représentations cartographiques du territoire : la carte de Cassini (XVIIIe siècle), la carte d'état-major (1820-1866) et les cartes ou photos aériennes de l'IGN pour la période actuelle (1950 à aujourd'hui).

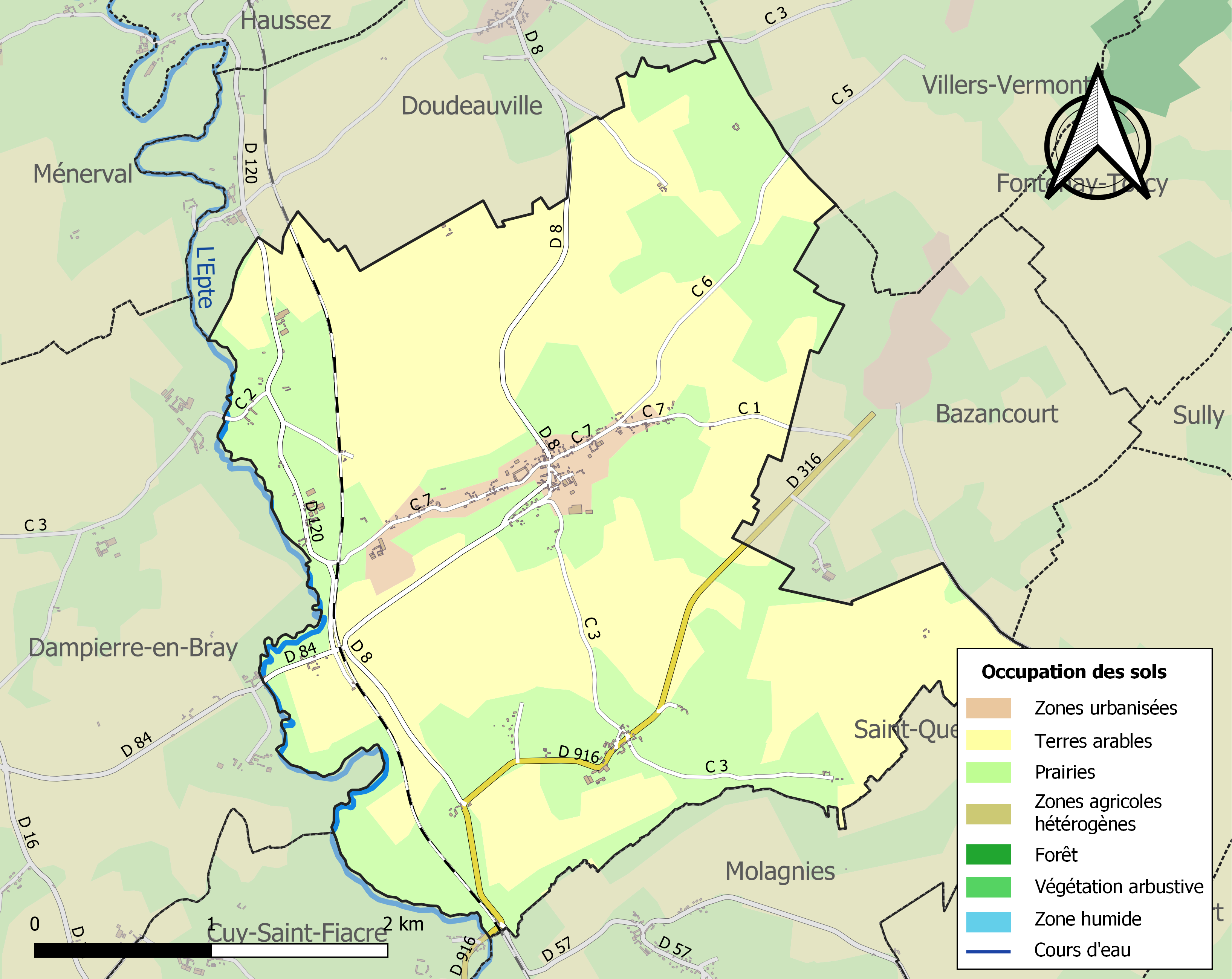
Carte des infrastructures et de l'occupation des sols de la commune en 2018 (CLC).

## Toponymie
Le nom de la localité est attesté sous les formes Gadonis Curtis en 1030, Guencort en 1225, Gaencuria vers 1321, Gaucourt en 1793, Grancourt dit Saint-Étienne en 1801.
L'hagiotoponyme Saint-Étienne est emprunté au nom de l'ancienne commune Saint-Étienne-des-Prés à une date inconnue.

## Histoire
La commune de Gancourt-Saint-Étienne est formée de la fusion des anciennes communes de Saint-Martin-de-Gancourt  et Saint-Étienne-des-Prés et de celle de Bouricourt en 1822.

## Politique et administration
| Période                                  | Période                    | Identité        | Étiquette | Qualité                        |
| ---------------------------------------- | -------------------------- | --------------- | --------- | ------------------------------ |
| Les données manquantes sont à compléter. |                            |                 |           |                                |
| avant 1981                               |                            | Jean Bellou     |           |                                |
| Les données manquantes sont à compléter. |                            |                 |           |                                |
| mars 2001                                | 2008                       | Gérard Henry    |           |                                |
| mars 2008                                | mars 2014                  | Dominique Rouzé |           |                                |
| mars 2014                                | décembre 2015              | Michel Fouquet  |           | Démissionnaire                 |
| décembre 2015                            | En cours (au 10 août 2020) | Dominique Rouzé |           | Réélu pour le mandat 2020-2026 |

## Démographie
L'évolution du nombre d'habitants est connue à travers les recensements de la population effectués dans la commune depuis 1793. Pour les communes de moins de 10 000 habitants, une enquête de recensement portant sur toute la population est réalisée tous les cinq ans, les populations de référence des années intermédiaires étant quant à elles estimées par interpolation ou extrapolation. Pour la commune, le premier recensement exhaustif entrant dans le cadre du nouveau dispositif a été réalisé en 2004.

En 2022, la commune comptait 226 habitants, en évolution de −0,44 % par rapport à 2016 (Seine-Maritime : +0,35 %, France hors Mayotte : +2,11 %).
| 1793 | 1800 | 1806 | 1821 | 1831 | 1836 | 1841 | 1846 | 1851 |
| ---- | ---- | ---- | ---- | ---- | ---- | ---- | ---- | ---- |
| 290  | 429  | 349  | 304  | 397  | 440  | 437  | 434  | 437  |

| 1856 | 1861 | 1866 | 1872 | 1876 | 1881 | 1886 | 1891 | 1896 |
| ---- | ---- | ---- | ---- | ---- | ---- | ---- | ---- | ---- |
| 433  | 414  | 391  | 384  | 396  | 398  | 383  | 364  | 363  |

| 1901 | 1906 | 1911 | 1921 | 1926 | 1931 | 1936 | 1946 | 1954 |
| ---- | ---- | ---- | ---- | ---- | ---- | ---- | ---- | ---- |
| 370  | 390  | 357  | 359  | 368  | 349  | 367  | 362  | 367  |

| 1962 | 1968 | 1975 | 1982 | 1990 | 1999 | 2004 | 2006 | 2009 |
| ---- | ---- | ---- | ---- | ---- | ---- | ---- | ---- | ---- |
| 335  | 313  | 239  | 194  | 208  | 211  | 221  | 219  | 235  |

| 2014 | 2019 | 2022 | - | - | - | - | - | - |
| ---- | ---- | ---- | - | - | - | - | - | - |
| 229  | 230  | 226  | - | - | - | - | - | - |

## Culture locale et patrimoine

### Lieux et monuments
- Église Saint-Étienne à Saint-Martin-de-Gancourt.
- Église Saint-Étienne-des-Prés à Saint-Étienne-des-Prés.